# Ursilita
La ursilita és un mineral de la classe dels silicats, actualment desacreditat per l'IMA. El seu nom reflecteix el seu contingut d'urani i silici.

## Característiques
La ursilita és un silicat de fórmula química (Mg,Ca)₄(UO₂)₄(Si₂O₅)5,5(OH)₅·13H₂O. Cristal·litza en el sistema ortoròmbic. La seva duresa a l'escala de Mohs es troba entre 2 i 3.
Actualment és un nom obsolet i desacreditat per l'IMA, sent els noms correctes: calcioursilita i magnioursilita. Aquestes espècies van ser descrites conjuntament l'any 1957 com "ursilita", al Tadjikistan. Posteriorment, es van definir les calcioursilites i la magnioursilites en comptes de la ursilita.
Segons la classificació de Nickel-Strunz, la ursilita pertany a «09.AK: Estructures de nesosilicats (tetraedres aïllats), uranil nesosilicats i polisilicats» juntament amb els següents minerals: soddyita, cuprosklodowskita, oursinita, sklodowskita, boltwoodita, kasolita, natroboltwoodita, uranofana-β, uranofana, swamboïta, haiweeïta, metahaiweeïta, ranquilita, weeksita, coutinhoïta, magnioursilita, calcioursilita i uranosilita.

## Formació i jaciments
Va ser descoberta al dipòsit d'urani d'Oktyabr'skoye, a Kyzyltyube-Sai, Khujand (Província de Sughd, Tadjikistan). També ha estat descrita a la glacera Darai-Pioz de la serralada Alai, també al Tadjikistan, i a l'explotació d'urani, tori i terres rares de South Khanneshin, a Dushan (Província de Helmand, Afganistan).